# Савез српских земљорадничких задруга
Савез српских земљорадничких задруга (ССЗЗ) је једна од значајнијих привредних организација Срба у Аустроугарској. Основан је како био окупио и обучавао сељаке земљорадничким, потрошачким и кредитним пословима, да би им обезбедио повољне кредите за бољу пољопривредну и усмерио их на штедњу. Седиште је било у Загребу.
Савез је основан 10. јануара 1898. године и у њега је ушло 10 задруга са 152 задругара. Оснивачка скупштина једногласно је изабрала чланове управног и надзорног одбора, као и Ливија Радивојевића за почасног председника. Како је Савез однован на иницијативу Владимира Матијевића допуњавао се у раду са Српском банком и Српским привредним друштвом Привредник.
Чланице Савеза све до 1901. године могле су бити само српске земљорадничке задруге рајфајзеновског типа, а од тога времена и остале српске задруге специјализованог карактера (виноградарске, млекарске, сточарске, дуванске, пчеларске и др.), основане на принципу самопомоћи и неоградниченог јемства.
Од самог почетка па све до његовог привременог укидања 16. маја 1915. године Савезу се, захваљујући успешном раду, прикључило близу 400 задруга на територији Аустроугарске.
Делокруг Савеза, захваљујући чињеници да су аустроугарске власти спречавале повезивање Срба на целој територији Аустроугарске, био је ограничен на Хрватску и Славонију и Угарску. Руководство Савеза настојали су да преупреде политичке поделе које су делиле задруге пре оснивања Савеза и трудили су се да своју активност усмере на привредно унапређење српског народа.
Завршетком Првог светског рата рад Савеза се обновио крајем 1918. године и као такав се спојио с Главним савезом српских земљорадничких задруга из Београда о од тада су радили као један савез са седиштем у Београду.